# Zhaoling (Qingdynastin)
Zhaoling (昭陵; Zhàolíng) eller Beiling (北陵; Bĕilíng, 'Norra mausoleet') är ett mausoleum i Kina där Qingdynastins andra kejsare Hong Taiji är begravd tillsammans med sin kejsarinna Xiaoduanwen. Zhaoling ligger i Beilingparken i norra Shenyang i Liaoning.
Uppförandet av Zhaoling påbörjades 1643 och tog åtta år. Zhaoling kallas tillsammans med Fulingmausoleet och Yongling för 'De tre mausoleum av de yttre passagen' (关外三陵) och refererar till området mellan Shanhaipasset och Jiayupasset.
2004 blev Zhaoling tillsammans med 13 andra kejserliga gravar från Ming- och Qingdynastin listade av Unesco som kulturellt världsarv.

## Arkitektur
Utformningen av Zhaolingmausoleet följer helt traditionen med kejserliga gravar. Platsen är arrangerad i en nord-sydlig axel väster om Shenyangs gamla norra axel. Längs denna axel går den heliga vägen som är 1,2 km lång och går spikrakt mellan parkens port till gravbyggnaderna. Själva vägen är arrangerad i tre filer. Mittvägen var endast för gudarna eller bärare av offergåvor. Vägbanan till vänster (den västra) var för den regerande kejsaren och den högra (den östra) var för tjänstemän och kejserlig personal. Halvvägs längs den kungliga vägen står en staty av Hong Taiji iklädd militärklänning. På vardera sidan ligger stora parker med skog och sjöar. I den norra änden av den kungliga vägen korsar rutten en bro över en sjö. På den norra sidan av bron står flera portar som markerar ingången till det inre gravområdet.
Den första porten, en paifang eller stenport (stone archway), är gjord av marmor med utsmyckande sniderier. Stålstöd har lagts till på fram- och baksidan. Den andra porten, den röda porten (eng: Main Red Gate), leder genom murarna till det inre gravområdet. Den heliga vägen fortsätter genom skogsmark. Ett par stenpelare markerar början av de inre gravstrukturerna. På vardera sidan står fyra par stendjur. Dessa är två xiezhi (mytiska odjur som kunde skilja gott från ont, här representerar de kejsarens rättvisa), två qilin (som representerar frid och vänlighet), två vita hästar och sist två kameler. Efter dessa väktare kommer stelepaviljongen (eng: Stele pavilion, Tablet pavilion, the Pavilion of the Divine Merit Stele, på äldre japanska vykort kallas den Seitoku monument hall), en byggnad som uppfördes 1688 och som ligger mittpå mittvägen. Inuti finns en stor stele. Denna stele berättar om de gärningar som den döde kejsaren utförde. Den är monterad ovanpå en sköldpadda. Efter paviljongen står totalt fyra byggnader, två på vardera sidan av vägen. Dessa användes av kejsaren och hans stab för att förbereda sig själva och sina offer före deras ceremoni för att hedra den tidigare kejsaren.

### Huvudtempelkomplexet

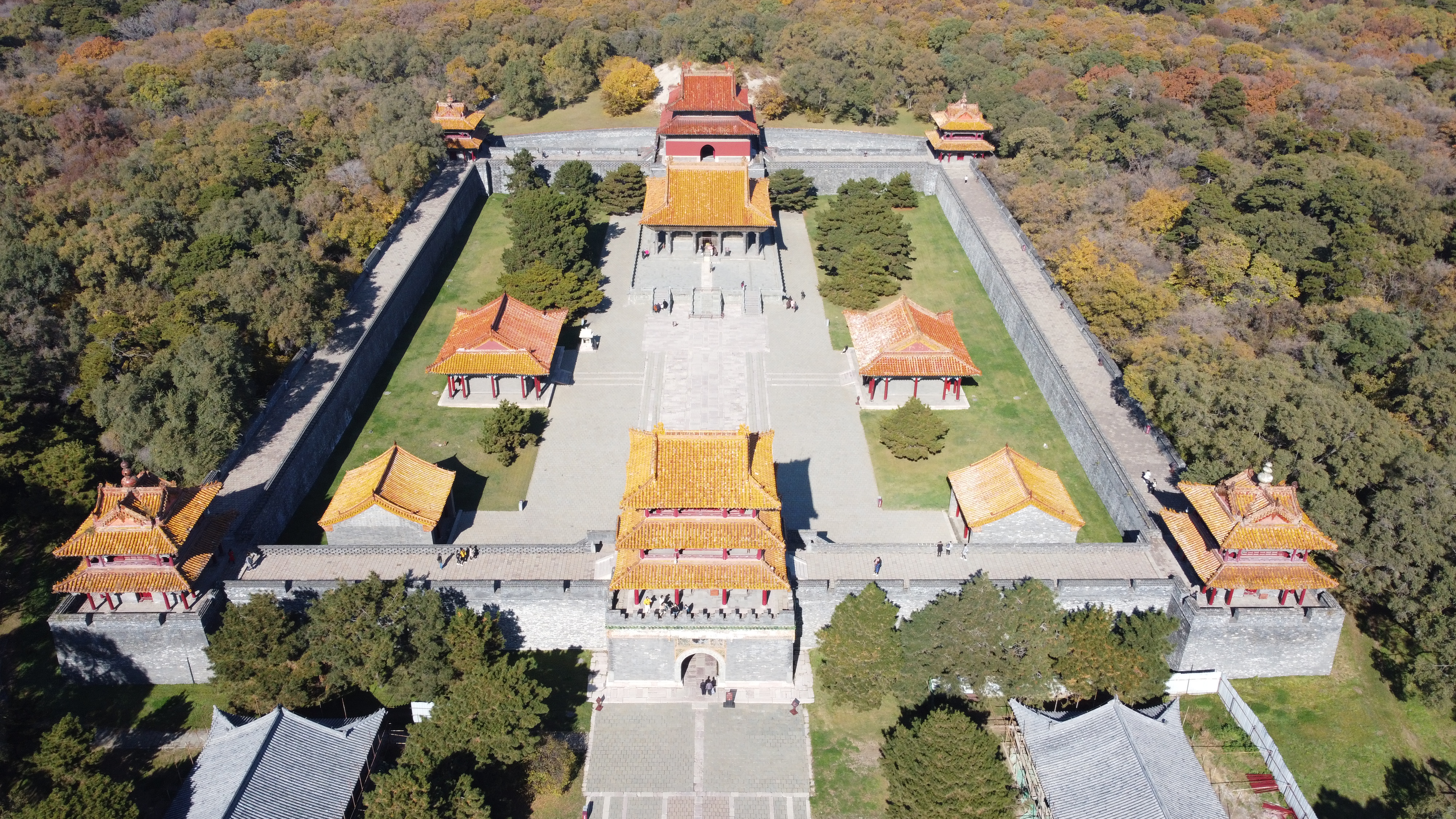
Flygbild som visar tempelkomplexet sett från söder med den fyrkantiga staden.

Efter stelepaviljongen och de fyra förberedelsebyggnaderna ligger själva tempelkomplexet. Detta är ett fyrkantigt muromgärdat område inom vilket ceremonierna för dyrkan av kejsaren genomfördes. Denna del brukar kallas den fyrkantiga staden (eng: Square City). Själva gravhögen med sitt underjordiska palats finns i ett halvcirkelformigt muromgärdat område, halvmånestaden (eng: Crescent City, Mute Yard). Halvmånestaden ligger bakom den fyrkantiga staden och således norr om tempelområdet. Murarna runt den fyrkantiga staden är höga, med en gångväg längs krönet. Varje hörn har ett torn och två större torn står över den fyrkantiga stadens norra och södra portar. Södra porten kallas Long'enporten (eng: Long'en gate, på japanska äldre vykort Ryuon gate). Det finns trappor på insidan av porten som leder upp till murens krön och till portens torn vilket kallas De fem fenixfåglarnas torn (eng: Five Phoenixes Tower). Inom den fyrkantiga stadens väggar finns fem byggnader. De första fyra, placerade på vardera sidan av den centrala axeln, användes för att förbereda de kejserliga ceremonierna.
I den norra änden av tempelområdet, mittpå den centrala axeln, står själva altarbyggnaden, Long'enhallen (kinesiska: 隆恩殿; pinyin: Lóngēn Diàn, eng: Long'en hall, Enjoyment hall, "Xiang", på japanska vykort Ryuon hall). Det var här ceremonierna genomfördes. Byggnaden rymmer representationer av den döde kejsaren. Framför altarbyggnaden skulle kejsaren och hans hushåll offra till sina förfäder. Sydväst om altaret står en liten stenkonstruktion där offer, efter att ha presenterats på altaret, skulle brännas.
Bakom altarbyggnaden leder en port ut från den fyrkantiga staden till halvmånestaden och gravhögen. Bara några meter från porten återfinns den förseglade ingång i muren som omgärdar halvmånestaden. Det finns även vid norra porten, vars torn kallas Mingtornet (eng: Ming Tower), trappor som leder upp och ner på båda sidor om muren. Mingtornet eldhärjade 1937 men renoverades 1939. Den underjordiska graven är förseglad och dess innehåll är inte tillgängligt för insyn. Där ligger Huang Taji, och hans gemål tillsammans med gravgåvor.